# Laphystia pilamensis
Laphystia pilamensis är en tvåvingeart som beskrevs av Hradsky 1983. Laphystia pilamensis ingår i släktet Laphystia och familjen rovflugor.
Artens utbredningsområde är Taiwan. Inga underarter finns listade i Catalogue of Life.